# ファミスタナイター
ファミスタナイターは、日本野球機構管轄のプロ野球において行われているナイター企画。

## 概要
2016年にバンダイナムコエンターテインメントの野球ゲームファミスタシリーズの30周年企画として、ファミスタと東北楽天ゴールデンイーグルスのコラボレーション企画として実現した。これに引き続き翌年以降もファミスタナイターが行われることとなる。

## これまでの試合
- 2016年6月10日
  - 楽天Koboスタジアム宮城で行われた東北楽天ゴールデンイーグルス対広島東洋カープ戦が、ファミスタナイターとなった。球場に入れば記念品がプレゼントされ、当日のグッズ売り場はファミスタ仕様となったグッズが販売された。試合前の選手紹介や試合中の演出も、ファミスタ風の映像やサウンドが使われファミスタ仕様となっていた[1]。
- 2017年10月7日
  - プロ野球 ファミスタ クライマックスの発売記念として京セラドーム大阪でのオリックス・バファローズ対東北楽天ゴールデンイーグルス戦が4度目のファミスタナイターとして実施された。当日には門倉健がナムコスターズのユニフォームを着て登場して始球式を行った[2]。
- 2018年8月2日
  - プロ野球 ファミスタエボリューションの発売を記念して、京セラドーム大阪で行われたオリックス・バファローズ対東北楽天ゴールデンイーグルス戦がファミスタナイターとなった。当日には山本昌が始球式を務めた[3]。